# Saturnino Arrúa
Saturnino Arrúa Molina (Itá, 7 aprile 1949) è un allenatore di calcio ed ex calciatore paraguaiano, di ruolo attaccante, tecnico del 2 de Mayo.

## Palmarès

### Giocatore

#### Club
- Campionato paraguaiano: 4

Cerro Porteño: 1966, 1970, 1972, 1973

#### Individuale
- Capocannoniere del campionato paraguaiano di calcio: 2

1970 (19 gol), 1972 (17 gol)